# VfR Pforzheim
Der VfR Pforzheim war ein Sportverein mit zuletzt rund 800 Mitgliedern aus der badischen Stadt Pforzheim. Bekannt wurde der Breitensportverein vor allem durch die Fußballabteilung. Deren Mannschaft spielte in der Saison 1965/66 in der damals zweitklassigen Regionalliga Süd. Neben dem Fußball bot der Verein die Sportarten Radfahren, Wandern und Eishockey an.
Am 1. Juli 2010 fusionierte der VfR Pforzheim mit dem 1. FC Pforzheim zum 1. Club für Rasenspiele Pforzheim 1896, kurz 1. CfR Pforzheim.

## Geschichte
Der Verein wurde im Jahr 1897 als FC Alemania Pforzheim gegründet. Am 12. September 1912 fusionierte der FC Alemania mit den 1906 gegründeten Vereinen FC Viktoria Pforzheim und Phönix Pforzheim zum VfR Pforzheim. 1919 schloss sich der FC Oststadt Pforzheim dem VfR an und ging in diesem auf.
1965 schaffte die erste Fußballmannschaft den Aufstieg in die damals zweitklassige Regionalliga Süd.
In den 1990er Jahren gelang den Fußballern des VfR Pforzheim mit dem Aufstieg in die Oberliga Baden-Württemberg letztmals der Sprung in eine höherklassige Liga. Zuletzt spielte der Verein nur noch auf Pforzheimer Kreisebene.

## Spielstätte
Die Fußballer des Vereins bestritten ihre Heimspiele im Holzhofstadion, einer der traditionsreichsten und ältesten Spielstätten im deutschen Fußball.

## Bekannte ehemalige Spieler
- Georg Beichle, Fußballprofi in der 1. und 2. Bundesliga sowie Amateurnationalspieler
- Stephan Loboué
- Steffen Menze, Fußballprofi u. a. beim FC St. Pauli, bei Hannover 96 und Eintracht Frankfurt
- Klaus Mirwald, vor seiner Zeit beim VfR Profifußballer beim VfB Stuttgart
- Daniel Reule, derzeit beim SV Kickers Pforzheim
- Edgar Schneider, späterer Deutscher Meister und DFB-Pokalsieger mit Bayern München
- Jörg Wolff, Fußballprofi u. a. beim VfB Stuttgart, bei der SpVgg Bayreuth und dem SV Waldhof Mannheim